# Elezioni regionali in Sardegna del 1974
Le elezioni regionali in Sardegna del 1974 si tennero il 16 giugno.
L'affluenza fu dell'87%.

## Risultati
| Liste                                                   | Voti    | %     | Seggi |
| ------------------------------------------------------- | ------- | ----- | ----- |
| Democrazia Cristiana (DC)                               | 305.071 | 38,33 | 32    |
| Partito Comunista Italiano (PCI)                        | 213.300 | 26,80 | 22    |
| Partito Socialista Italiano (PSI)                       | 93.007  | 11,69 | 9     |
| Movimento Sociale Italiano - Destra Nazionale (MSI-DN)  | 62.294  | 7,83  | 6     |
| Partito Socialista Democratico Italiano (PSDI)          | 46.906  | 5,89  | 3     |
| Partito Sardo d'Azione (PSd'Az)                         | 24.780  | 3,11  | 1     |
| Partito Liberale Italiano (PLI)                         | 22.159  | 2,78  | 1     |
| Partito Repubblicano Italiano (PRI)                     | 20.570  | 2,58  | 1     |
| Partito Comunista (Marxista-Leninista) Italiano (PCMLI) | 7.717   | 0,97  | -     |
| Totale                                                  | 795.804 |       | 75    |

| Riepilogo dei seggi | Riepilogo dei seggi | Riepilogo dei seggi | Riepilogo dei seggi | Riepilogo dei seggi | Riepilogo dei seggi | Riepilogo dei seggi |
| ------------------- | ------------------- | ------------------- | ------------------- | ------------------- | ------------------- | ------------------- |
|                     |                     |                     |                     |                     |                     |                     |
| PCI                 | 22                  | ▲ 7                 |                     | PSI                 | 9                   | N/A                 |
| PSDI                | 3                   | N/A                 |                     | PSd'Az              | 1                   | ▼ 2                 |
| PRI                 | 1                   | ━                   |                     | DC                  | 32                  | ▼ 4                 |
| PLI                 | 1                   | ▼ 2                 |                     | MSI-DN              | 6                   | ▲ 4                 |
| PSIUP               | 0                   | ▼ 3                 |                     | PDIUM               | 0                   | ▼ 2                 |